# تئو گویوارش
تئو گویوارش (انگلیسی: Théo Guivarch؛ زادهٔ ۱۷ نوامبر ۱۹۹۵) بازیکن فوتبال اهل فرانسه است که به عنوان دروازه‌بان بازی می‌کند.
از باشگاه‌هایی که در آن بازی کرده‌است می‌توان به باشگاه فوتبال گنگام اشاره کرد.